# Niezależny Związek Zawodowy Oświata Polska
Niezależny Związek Zawodowy Oświata Polska (NZZOP) – związek zawodowy niezależny od wpływów partyjnych i ideologicznych, który powstał, aby reprezentować potrzeby zawodowe wszystkich pracowników oświaty w dialogu społecznym oraz pozytywnie wpływać na rozwój polskiej edukacji. Należy do Związku Zawodowego Związkowa Alternatywa.